# Due soldi di speranza
Due soldi di speranza is een Italiaanse filmkomedie uit 1952 onder regie van Renato Castellani. Hij won met deze film de Grote Prijs op het Filmfestival van Cannes. De film werd destijds voor een Nederlandstalig publiek uitgebracht onder de titel Twee stuivers hoop.

## Verhaal
Antonio Catalano keert naar zijn geboortedorp terug met een vrijstelling van militaire dienst. Hij moet nu zijn moeder, broers en zussen financieel onderhouden. Dan wordt het stadsmeisje Carmela verliefd op hem. Eerst tracht Antonio haar om te praten. Hij moet immers zijn familie onderhouden en kan daarom de verantwoordelijkheid van een huwelijk niet dragen. Als hij uiteindelijk toch zwicht voor Carmela, wil hij zichzelf bewijzen door een fatsoenlijke baan te vinden. De familie van Antonio is bovendien gekant tegen de relatie.

## Rolverdeling
| Acteur            | Personage          |
| ----------------- | ------------------ |
| Maria Fiore       | Carmela            |
| Vincenzo Musolino | Antonio Catalano   |
| Filomena Russo    | Moeder van Antonio |
| Luigi Astarita    | Pasquale Artu      |
| Carmela Cirillo   | Giuliana           |
| Gina Mascetti     | Flora Angelini     |
| Luigi Barone      | Priester           |